# Tiberij II. Konstantin
Tiberij II. Konstantin (starogrško starogrško Τιβέριος Α′ Κωνσταντίνος  [Tibérios II Konstantínos], latinsko Tiberivs Constantinvs) je bil cesar Bizantinskega cesarstva, ki je vladal od leta 578 do 582, * 520, Trakija,  † 13. avgust 582.

## Vojaška kariera in vojna z Avari (570)
Patriarh Evtihij je Tiberija predstavil kasnejšemu cesarju Justinu II., s katerim se je spoprijateljil in bil po letu 552 imenovan za notarija. Pod Justinovim pokroviteljstvom je bil leta 565  povišan na položaj comesa excubitorum, na katerem je ostal do leta 574. 14. novembra 565 je prisostvoval Justinovemu kronanju in  1. januarja 566 njegovi inavguraciji za rimskega konzula.
Justin je prenehal plačevati Avarom mirovni davek, za katerega se je obvezal njegov predhodnik Justinijan I.. Leta 569 je Tiberija imenoval na položaj magistra utriusque militiae  z nalogo, da z Avari sklene premirje. Po nizu pogajanj je Tiberij dovolil Avarom naselitev na bizantinskem ozemlju na Balkanu in se dodovoril za izmenjavo moških vojnih ujetnikov. Justin je dogovor z Avari zavrnil in vztrajal na talcih iz družine avarskega kana. Avari so njegovo zahtevo zavrnili, zato se je Tiberij začel pripravljati na vojno. Leta 570 je porazil Avare v Trakiji in se vrnil v Konstantinopel.  Tiberijevi zmagi je konec leta 570 ali v začetku leta 571 sledil težak poraz v bitki, v kateri je komaj ohranil živo glavo, ker je njegova vojska pobegnila z boljišča. Tiberij je sklenil premirje in preskrbel spremstvo za avarsko delegacijo, ki je odšla k Justinu na mirovna pogajanja. Na povratku so avarsko delegacijo napadli in oropali lokalni poglavarji, zato je za pomoč prosila Tiberija. Tiberij je izsledil napadalce in Avarom vrnil ukradeno blago.
Justin je leta 574 doživel mentalni zlom. Cesarstvo je bilo na vzhodu v vojni s Perzijci in doživljalo notranjo krizo zaradi epidemije kuge, zato je cesarica Zofija za pomoč prosila Tiberija. Da bi dobila nekaj predaha, sta za ceno 45.000 numisov s Perzijci sklenila enoletno premirje. Justin je v enem od svetlih trenutkov 7. decembra 574 Tiberija imenoval za cezarja in ga posinovil. Tiberij je k svojemu imenu dodal ime Konstantin. Z imenovanjem dobil uradni sovladarski položaj, vendar je bil še vedno podrejen Justinu. Zofija se je odločila, da bo ostala na oblasti in trdno nadzirala Tiberija, dokler ni Justin leta 578 umrl.

## Caesar(574-578)
Dan po imenovanju za cezarja je epidemija kuge popustila, kar je dalo Tiberiju nekaj več svobode, kot jo je imel Justin. Začrtal je popolnoma drugačno politiko od svojega predhodnika in začel trošiti denar, ki ga je Justin skrbno hranil za obrambo države in obvladovanje prebivalstva, ki se je obračalo proti njemu. Po Pavlu Diakonu je Tiberij našel dva zaklada: Narsovega in še enega, v katerem je bilo 100.000 liber zlata, vrednega 7.200.000 nomizem. Zaklada je razdal revnim, kar je osupnilo cesarico Zofijo.
Poleg velikodušnih donacij je ukinil davek na vino in kruh, ki ga je uvedel Justinijan I., še naprej pa je veljala uradna prepoved prodaje guvernerskih položajev, ki je bila zelo priljubljena. Z Avari je sklenil premirje, ki je cesarstvo stala 80.000 nomizem letno. V zameno je od Avarov dobil obljubo, da bodo branili mejo cesarstva na Donavi. Svojo vojsko je zato lahko premestil na vzhodno mejo za načrtovano novo vojno s Perzijci.
Leta 575  je začel v vzhodne province premeščati vojsko iz Trakije in Ilirika . Čas za priprave na vojno je kupil s sklenitvijo triletnega premirja s Perzijci, za katero je plačal 30.000 nomizem. V pogodbo o premirju niso bile vključene pokrajine okoli Armenije. V obdobju miru je na zahod poslal generala Baduarija z nalogo, da ustavi prodiranje Langobardov proti jugu Italije. Baduariju je uspelo obraniti Rim in se povezti s frankovskim kraljem Hildebertom II., da bi s skupnimi močmi premagala Langobarde. Baduarij je bil leta 576 poražen in ubit, cesarstvo pa je izgubilo še del svojega ozemlja v Italiji.
Perzijski cesar Kozrav II. je isto leto napadel armenske province in opustošil Meliteno in Sebasteo. Tiberij je zato na vzhod poslal svojega generala Justinijana, da bi potisnil Perzijce nazaj čez Evfrat. Bizantinci so prodrli globoko na perzijsko ozemlje in dosegli višek s pohodom na Atropateno, zatem pa so bili leta 577 v Perzijski Armeniji poraženi in prisiljeni na umik.  Cesar je Justinijana zaradi poraza zamenjal z bodočim cesarjem Mavricijem.  Med premirjem, ki ga je moral Tiberij skleniti s Kozravom, je s premeščanjen vojakov z zahoda in novačenjem bararov ponovno začel krepiti vojsko na vzhodni meji. Barbare je združil v posebno enoto, ki je ob koncu njegove vladavine štela približno 15.000 mož.
Leta 577 in 578 se je Tiberij izogibal vsem konfliktom, ki bi ga odvrnili od bližajoče se vojne s Perzijo. Kalcedonce kot monofizite je dokaj uspešno pomiril s strateškimi imenovanji in zmanjšanjem pritiska nanje. S podkupovanjem langobardskih poglavarjem, katerim je plačal kakšnih 200.000 nomizem podkupnin, je poskušal spreti Langobarde in preprečil izvolitev njihovega kralja. Ko so v Ilirik vdrli Slovani, je proti njim poslal Avare, ki so jih prisilili k umiku. Leta  578 je Kozrav napadel rimsko Mezopotamijo, bizantinski general Mavricij pa je na napad odgovoril z napadom na perzijsko Arzareno in Mezopotamijo, oplenil več mest ključnih mest in prisilil Perzijce na umik z osvojenih ozemelj.  V tem času je bil Justin II. že zelo bolan in je v začetku oktobra 578 umrl. 

## Augustus(578–582)
26. septembra 578 je bil Tiberij zaradi hitrega poslabšanja Justinovega zdravja povišan v avgusta. Ob tej priložnosti je razdal 7.200 liber zlata, kar je ponovil vsako leto svoje štiri leta trajajoče vladavine.
Zofija je poskušala obdržati svojo oblast in vpliv s poroko z novim cesarjem, vendar je Tiberij njeno ponudbo zavrnil, ker je že bil poročen z Ino. Ko je bil Tiberij povišan v cezarja, Zofija ni ugodila Tiberijevi prošnji, da se skupaj z njim v cesarsko palačo preselili tudi Ina in njuni otroci. Prisilila jih je, da so stanovali v skromni rezidenci v bližini palače in jim celo prepovedala vstop v palačo. Po Tiberijevem povišanju v avgusta se je njegova družina preselila v cesarsko palačo, Ina pa se je preimenovala v Anastazijo, kar je povzročilo veliko Sofijino nezadovoljstvo. Poskušala se je maščevati in odstaviti novega avgusta in sklenila tajno zvezo z nedavno odstavljenim generalom Justinijanom. Cesar je zaroto odkril in Zofijo odpravil z zmerno preživnino, Justinijanu pa je napako odpustil.
Uspehi proti Perzijcem na vzhodni meji so Tiberiju omogočili, da je svojo pozornost ponovno usmeril proti zahodu. Leta 579 je svoje vojaške dejavnosti usmeril na ostanke Zahodnega rimskega cesarstva. V Italijo je poslal denar in vojsko, da bi okrepila Raveno in ponovno osvojila pristanišče Classis.  Skenil je zavezništvo z enim od vizigotskih knezov v Španiji, da je podpihoval upor, njegovi generali pa so porazili Berbere v severni Afriki.  Vmešal se je tudi v frankovske notranje zadeve v nekdanji provinci Galiji, s katero Bizantinci niso imeli stika skoraj celo stoletje, kar bi lahko bilo osnova za izmišljenega cesarja Lucija Tiberija v legendi o kralju Arturju. 
Cesarstvo je bilo v resnici mnogo preobsežno. Leta 579 so Tiberijevo prezasedenost in pomanjkanje vojakov na Balkanu izkoristili Avari in začeli oblegati Sirmij, v Trakiji, Makedoniji in Grčiji pa so se začeli naseljevati Slovani. Ker so Perzijci zavrnili sklenitev miru na vzhodu, ki je bi cesarjeva prednostna naloga, njihovega naseljevanja ni mogel zaustaviti. Vrh vsega so bili nemiri v vojski na vzhodu, ki je zaradi neizplačanih plač grozila z uporom.
Leta 580 je general Mavricij začel novo ofenzivo in prodrl daleč preko Tigrisa. Naslednje leto je ponovno napadel perzijsko Armenijo in prodrl skoraj do perzijske prestolnice Ktezifon, potem pa so Perzijci vrnili udarec in ga prisilili k umiku. Ker leta  582 ni bilo nobenih izgledov, da bi se vojna na vzhodu končala, je bil Tiberij prisiljen skleniti premirje z Avari. Plačal jim je odkupnino in predal Sirmij, katerega so Avari nato uničili. Selitev Slovanov se je nadaljevala s prodori skoraj do Aten. Invazija Perzijcev se je končala z njihovim velikim porazom pri Konstantini junija 582. 
Tiberij je v tem času umiral zaradi slabo pripravljene ali morda namerno zastrupljene hrane. V takšnem stanju je imenoval dva naslednika, oba poročena z njegovima hčerkama. Prvi je Mavricij, poročen s Konstantino, drugi pa German, sorodnik cesarja Justinijana, poročen s Harito. Zgleda, da je nameraval razdeliti cesarstvo na dva dela. Mavricij naj bi dobil vzhodne, German pa zahodne province, vendar njegov načrt ni bil nikoli uresničen. 13. avgusta je za svojega naslednika imenoval Mavricija in ga povišal na položaj avgusta. Naslednji dan je umrl.

## Zapuščina
Tiberij je bil rojen v latinsko govorečem delu Trakije, vendar je zaslovel po tem, da je bil prvi grško govoreči bizantinski cesar.  O tem, kakšen vladar je bil, so mnenja precej deljena. Edward Gibbon trdi, da je bil dober,  John Bagnall Bury pa se z njim ne strinja. Za razliko od svojega predhodnika se je v veliki meri vzdržal preganjaja svojih monofizitskih podložnikov.   Do  arijanskih podložnikov na zahodu je bil manj strpen. Veliko denarja je vložil v gradnjo, predvsem v nadaljevanje širitve cesarske palače v Konstantinoplu.

## Družina
Tiberij je bil že v mladosti zaročen Inino hčerko, potem pa se je po smrti Inine hčerke in moža poročil kar z njo. Leta 578 se je po Tiberijevem kronanju preimenovala v Anastazijo. Z njo je imel tri otroke. Eden od njih je umrl pred Tiberijevim imenovanjem za cezarja leta 574. Druga dva otroka sta bili hčerki Konstantina, poročena z njegovim naslednikom Mavricijem, in Harito, poročena s cezarjem Germanom.